# Адамс, Томас Сьюэл
 Томас Сьюэл Адамс (англ. Thomas Sewall Adams; 29 декабря 1873, Балтимор, штат Мэриленд, США — 8 февраля 1933, Нью-Хейвен, штат Коннектикут, США) — американский экономист, профессор Йельского университета, президент Американской экономической ассоциации в 1927 году.

## Биография

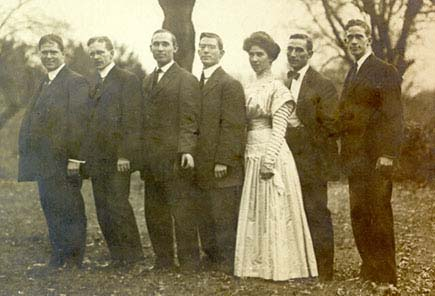
Дети Джона Уэсли и Рут Адамс: Эдвард, Джон, Томас, Чарльз, Маргарет, Вильям и Роберт

Томас родился 29 декабря 1873 в Балтиморе, штат Мэриленд, США третьим сыном Джона Уэсли (1850—1917) и Рут (Хаслап) Адамс (1852—1925).
В 1893 году Адамс закончил Балтиморский городской колледж и поступил в Университет Джонса Хопкинса, где в 1896 году удостоен степени бакалавра искусств, а в 1899 году докторской степени.
В 1899—1900 годах работал статистиком в Бюро переписи населения США, а с ноября 1900 года по июль 1901 года работал помощником казначея в Пуэрто-Рико. В 1901 году назначен ассоциированным профессором кафедры политэкономии в Висконсинском университете, а в 1908 году назначен полным профессором кафедры экономики и статистики Висконсинском университете.
В 1903—1908 годах готовил налоговые законы в качестве эксперта Висконсинской налоговой комиссии. В 1908—1909 годах исследовал женский и детский труд для Бюро труда США. В 1909 году преподавал один курс трудового права и государственные финансы в Стэнфордском университете. Летом 1909 года исследовал трудовые условия на Аляске. В 1910 году был заведующим кафедрой экономики и политических наук в Университете Вашингтона в Сент-Луисе. В 1911—1915 годах продолжил работать в качестве руководителя Висконсинской налоговой комиссии. В 1915 году был профессором экономики в Корнеллском университете. В 1916—1933 годах профессор политэкономии в Йельском университете. Был членом Национальной налоговой ассоциации со дня основания с 1907 года, был его секретарём в 1912—1916 годах и президентом в 1923 году. Был вице-президентом в 1926 году и президентом в 1927 году Американской экономической ассоциации.
Адамс был в 1921 году директором, и президентом в 1928 году Национального бюро экономических исследований, членом фискального комитета Национальной промышленной конференции и Торговой палаты США.
Адамс умер после осложнения от пневмонии 8 февраля 1933 года.
Семья
Адамс женился 11 сентября 1902 года на Элизабет Мэтьюс (1873—1941) из Балтимор. У них было двоё дочерей, Элизабет Ноэль Адамс (1907—1952) и Рут Хаслуп Адамс (1910—2004).